# Zimbabue en los Juegos Paralímpicos de Nueva York y Stoke Mandeville 1984
Zimbabue estuvo representado en los Juegos Paralímpicos de Nueva York y Stoke Mandeville 1984 por ocho deportistas, cinco hombres y tres mujeres.

## Medallistas
El equipo paralímpico zimbabuense obtuvo las siguientes medallas:
| Nombre               | Deporte            | Evento                    |
| -------------------- | ------------------ | ------------------------- |
| Oro                  |                    |                           |
| —                    |                    |                           |
| Plata                |                    |                           |
| Eddie van der Heiden | Bolos sobre hierba | Individual A2/4 masculino |
| Bronce               |                    |                           |
| M. Ndlovu            | Atletismo          | Disco 5 femenino          |
| R. Mukuya            | Atletismo          | Jabalina 1B femenino      |